# Societate postindustrială
O societate postindustrială este acea societate în care a avut loc o tranziție de la economia bazată pe producție la economia bazată pe servicii, o difuzie a capitalului național și a celui global, și privatizare masivă. Pentru ca aceste schimbări să aibă loc, sunt necesare industrializarea și liberalizarea societății. Tranziția economică afectează apoi întreaga societate și cauzează o restructurare a acesteia.